# 巴尼坦·布特考
巴尼坦·布特考（羅馬化：Panitan Budkaew，2003年1月31日—），小名麦克，為泰國第3電視台旗下的德國裔泰籍男演員及模特。2024年主演《名門紳士2：淑女之心》而人氣倍增。

## 早期生活
Mike於2003年1月31日出生於瑞典，具有泰國與德國各半的血統。於南邦甘拉亞尼學校完成中學學歷後，目前於蘭實大學的傳播藝術學院修讀學士學位。

## 演藝經歷
Mike喜歡藝術、唱歌和音樂演奏，在經紀人禪查拉·塔韋薩（Pik）的力薦下正式進入演藝圈，並與泰國第3電視台簽約。
2022年3月23日，泰國第3電視台在暹羅天地的河濱廣場舉辦了“Duangjai Taewaprom Debut Night”的劇集推介會，並公布Mike為該系列的主要演員之一，將攜手娜琳雅·君夢坤沛（Yada）主演其單元《心禧相医》。
2024年4月12日，《Kwanruetai》於泰國第3電視台週末黃金檔首播，Mike於劇中飾演蒙拉差翁
Puttipat Juthathep與Krongkaew Juthathep Na Ayutthaya的兒子Mom Luang Chatklao Juthathep。

## 影視作品

### 電視劇
| 首播年份 | 戲名                              | 戲名   | 播放平台    | 角色                        | 備註 |
| 首播年份 | 譯名                              | 原文名 | 播放平台    | 角色                        | 備註 |
| 2024年   | 《名門紳士2淑女之心：明月皎皎》   |        | Ch3Thailand | Chatklao Juthathep （Chat） | 配角 |
| 2024年   | 《名門紳士2淑女之心：心禧相醫》   |        | Ch3Thailand | Chatklao Juthathep （Chat） | 主演 |
| 2024年   | 《名門紳士2淑女之心：Jaipisut》   |        | Ch3Thailand | Chatklao Juthathep （Chat） | 配角 |
| 2024年   | 《名門紳士2淑女之心：Dujapsorn》  |        | Ch3Thailand | Chatklao Juthathep （Chat） | 配角 |
| 2024年   | 《名門紳士2淑女之心：Poncheewan》 |        | Ch3Thailand | Chatklao Juthathep （Chat） | 配角 |
| 2024年   | 《甜愛禁戀》                      |        | Ch3Thailand |                             | 主演 |

## 獎項與提名
| 年份   | 頒獎典禮            | 獎項                               | 提名作品                        | 結果 | 來源 |
| 2024年 | Maya TV Awards 2024 | 年度新晉男演員                     | 《名門紳士2淑女之心之甄心情魂》 | 獲獎 |      |
| 2024年 | Maya TV Awards 2024 | 年度螢幕情侶 （與娜琳雅·君夢坤沛） | 《名門紳士2淑女之心之甄心情魂》 | 提名 |      |
| 2024年 | Maya TV Awards 2024 | 人氣投票獎                         | 《名門紳士2淑女之心之甄心情魂》 | 提名 |      |

## 外部連結
- 巴尼坦·布特考於Channel 3的簡介 （页面存档备份，存于）（泰文）
- 巴尼坦·布特考的Instagram帳戶（泰文）